# 艾氏臀斑毛鼻鯰
艾氏臀斑毛鼻鯰，為輻鰭魚綱鯰形目毛鼻鯰科的其中一種。分布於南美洲尼格羅河流域，體長可達2.3公分。